# Механорецептор
Механорецептори — це закінчення чутливих нервових волокон, що реагують на механічний тиск чи іншу деформацію, що діє ззовні, або виникає у внутрішніх органах і відповідають генерацією потенціалу дії. У людини існує чотири головних типи таких рецепторів на гладенькій шкірі (тобто шкірі, позбавленої волосся): тільця Пачіні, тільця Мейснера, диски Меркеля (див. Merkel nerve ending) та закінчення Руффіні (див. Ruffini ending).

## Види механорецепторів
- Тактильні механорецептори зосереджені в зовнішніх покривах тварин і людини, сприймають дотик.
- Барорецептории розташовані у стінках кровоносних судин, серця, порожнистих гладеньком'язових органів; вони реагують на розтяг внаслідок підвищення тиску крові, скупчення газів у шлунку або кишечнику тощо
- Пропріорецептори — зосереджені в м'язово-суглобовому апараті — реагують на розтяг при скороченні або розслабленні скелетних м'язів.
- Вестибулорецептори (або механорецептори вестибулярного апарату) реагують на прискорення, вібрації, нахил тіла або голови.

## Молекулярні механізми механорецепції
В основі механорецепції лежать мембранні білки, здатні в відповідь на зміну кривини клітинної мембрани передавати сигнал до клітини. Найбільш відомим способом передачі сигналу є електричний. При тиску на мембрану відчиняються ворота іонних каналів, які пропускають крізь неї потік іонів, впливаючи на мембранний потенціал клітини. Відомо кілька десятків механочутливих іонних каналів, які належать до родин епітеліальних натрієвих каналів, ТРП-каналів, калієвих каналів, каналів PIEZO1 та PIEZO2.